# Syllectra lucifer
Syllectra lucifer là một loài bướm đêm trong họ Erebidae.